# Samsung Galaxy S6
Samsung Galaxy S6, S6 Edge, e S6 Edge+ são smartphones da linha Galaxy S. Ele foi lançado oficialmente no dia 1 de março de 2015 na MWC Barcelona.
O que atraiu a atenção no aparelho em relação ao seu antecessor Galaxy S5 foi sua tela Edge (no modelo S6 Edge e S6 Edge+) e o uso do até então mais recente processador Exynos, o Exynos 7420.
O Galaxy S6 Edge foi eleito o melhor smartphone da MWC 2015.

## Especificações Técnicas
- Tela: Super AMOLED de 5,1 polegadas lub 5,7 polegadas com Gorilla Glass 4
- Resolução da tela: 2560 x 1440 pixels (QHD)
- Densidade de pixels: 577 ppi lub 518 ppi
- Chipset: Samsung Exynos 7420
- CPU: Cortex-A53 Quad-Core de 1,5 GHz + Cortex-A57 de 2,1 (64 bits)
- GPU: Mali-T760
- Memória RAM: 3 GB DDR4 lub 4 GB DDR4
- Armazenamento interno: 32 GB, 64 GB ou 128 GB (sem suporte a micro SD)
- Câmera traseira: 16 megapixels com tecnologia "Auto Foco"
- Câmera frontal: 5 megapixels
- Conectividade: WiFi 802.11 a/b/g/n/ac, Wi-Fi Direct, Bluetooth 4.1, NFC, IR Remote, 3G/4G e Screen Mirroging
- Sensores: acelerômetro, luminosidade, giroscópio, proximidade, compasso, barômetro e leitor de digitais
- Dimensões: 143,4 x 70,5 x 6,8 mm (S6) e 142,1 x 70,1 x 7,0 mm (S6 Edge) e 154,4 x 75,8 x 6,9 mm (S6 Edge+)
- Peso: 138 gramas (S6) e 132 gramas (S6 Edge) e 153 gramas (S6 Edge+)[4]